# Acmaeodera flavomarginata
Acmaeodera flavomarginata es una especie de escarabajo del género Acmaeodera, familia Buprestidae. Fue descrita científicamente por Gray en 1832.
Esta especie se encuentra en América Central y del Norte.